# Euxoa cinereomacula
Euxoa cinereomacula là một loài bướm đêm trong họ Noctuidae.